# Ministeri d'Afers Exteriors de Moçambic
El Ministeri d'Afers Exteriors i Cooperació (portuguès Ministerio dos Negócios Estrangeiros e Cooperação) de Moçambic és un càrrec ministerial en el govern de Moçambic encarregat de la política exterior d'aquest país.

## Llista de ministres
- 1975–1987: Joaquim Chissano
- 1987–1994: Pascoal Mocumbi
- 1994–2005: Leonardo Simão
- 2005–2008: Alcinda Abreu
- 2008–2017: Oldemiro Balói
- 2017–2020: José Condungua Pacheco
- 2020-2025: Verónica Macamo
- 2025-: Maria Manuela Lucas